# Dragränna
Dragränna är en konstgjord transportled för att kunna frakta gods förbi vattenfall. 
Dragrännorna var inklädda med lera som fuktades så att de blev mycket hala. På så sätt kunde hästar och människor dra båtar uppströms vid sidan av fallen. När båtarna skulle utför igen måste de bromsas med olika metoder. 

## Sverige
Det har funnits hundratals mer primitiva dragrännor på alla håll i Sverige.
Dragränna kan fortfarande ses i naturen bredvid fallen i Trollhättan i anslutning till de tre slussgravarna.
Denna trafik förbi fallen var under hundratals år mycket stor, och bestod bland annat av malm från Bergslagen.